# District de Děčín
Le district de Děčín (en tchèque : okres Děčín) est un des sept districts de la région d'Ústí nad Labem, en Tchéquie. Son chef-lieu est la ville de Děčín.

## Liste des communes
Le district compte 52 communes, dont 14 ont le statut de ville (město, en gras) et 0 celui de bourg (městys, en italique) :

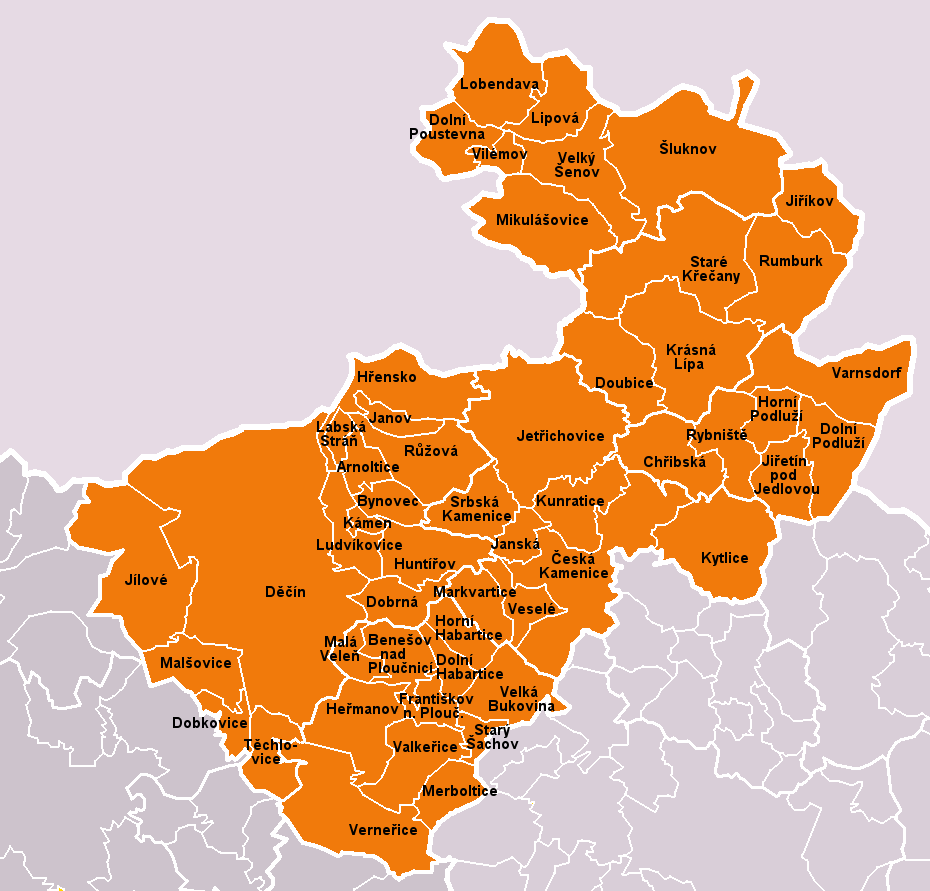
Carte de Děčín

Arnoltice •
Benešov nad Ploučnicí •
Bynovec •
Česká Kamenice •
Chřibská •
Děčín •
Dobkovice •
Dobrná •
Dolní Habartice •
Dolní Podluží •
Dolní Poustevna •
Doubice •
Františkov nad Ploučnicí •
Heřmanov •
Horní Habartice •
Horní Podluží •
Hřensko •
Huntířov •
Janov •
Janská •
Jetřichovice •
Jílové •
Jiřetín pod Jedlovou •
Jiříkov •
Kámen •
Krásná Lípa •
Kunratice •
Kytlice •
Labská Stráň •
Lipová •
Lobendava •
Ludvíkovice •
Malá Veleň •
Malšovice •
Markvartice •
Merboltice •
Mikulášovice •
Rumburk •
Růžová •
Rybniště •
Šluknov •
Srbská Kamenice •
Staré Křečany •
Starý Šachov •
Těchlovice •
Valkeřice •
Varnsdorf •
Velká Bukovina •
Velký Šenov •
Verneřice •
Veselé •
Vilémov

## Principales communes
Population des principales communes du district au 1er janvier 2023 et évolution depuis le 1er janvier 2022 :
| Děčín                 | 47 180 | en augmentation |
| Varnsdorf             | 14 837 | en augmentation |
| Rumburk               | 10 937 | en augmentation |
| Šluknov               | 5 744  | en augmentation |
| Česká Kamenice        | 5 103  | en augmentation |
| Jílové                | 5 037  | en augmentation |
| Benešov nad Ploučnicí | 3 602  | en augmentation |
| Jiříkov               | 3 589  | en augmentation |
| Krásná Lípa           | 3 413  | en augmentation |
| Mikulášovice          | 2 063  | en augmentation |